# Trautvetteria palmata
Trautvetteria palmata är en ranunkelväxtart som beskrevs av Fisch. och Mey.. Trautvetteria palmata ingår i släktet Trautvetteria och familjen ranunkelväxter. Utöver nominatformen finns också underarten T. p. borealis.